# Ali Idow Hassan
Ali Idow Hassan (1 juli 1998) is een Somalisch atleet.
Hassan werd geselecteerd om deel te nemen aan de Olympische Spelen van 2020 in Tokio namens zijn land als eerste atleet op de 1500 m. Hij werd voorafgaand aan het evenement ontvangen door de toenmalige president Mohamed Abdullahi Mohamed in het presidentieel paleis in Mogadishu, samen met de minister van Jeugd en Sport van de federale regering van Somalië, Hamse Said Hamse.
Op deze Olympische Spelen van Tokio liep Hassan een nieuw persoonlijk record in de series van de 1500 m, maar wist zich niet te plaatsen voor de finale en eindigde als tiende in zijn serie in een tijd van 3.43,96.
Hassan nam deel aan de 800 m op de Afrikaanse atletiekkampioenschappen van 2022 en liep een persoonlijk record van 1.49,03, toen hij zich vanuit zijn serie kwalificeerde voor de halve finales, waar hij de tiende tijd realiseerde in 1.49,24.
Hij nam vervolgens deel aan de Olympische Spelen 2024 van Parijs. Hij was hier de enige atleet die deelnam voor zijn land en liep de 800 m. Hij was tevens vaandeldrager voor zijn land tijdens de openingsceremonie van deze Spelen.
- World Athletics: 14887073